# Neopanax laetus
Neopanax laetus là một loài thực vật có hoa trong Họ Cuồng cuồng. Loài này được (Kirk) Allan mô tả khoa học đầu tiên năm 1961.